# Perfect World (entreprise)
Perfect World (chinois : 完美世界; anciennement 完美时空) est une entreprise chinoise de développement de jeux vidéo basé à Pékin. Elle est orientée dans le développement de jeux en ligne massivement multijoueur.

## Historique
Beijing Perfect World Co. est fondée en 2004 par Chi Yufeng, le président de Human Software Corporation.
Le 31 mai 2011, il est annoncé que Perfect World a acquis Cryptic Studios pour plus de 35 millions d'euros auprès d'Atari.
Le 18 octobre 2012, Valve Corporation dévoile un accord octroyant à Perfect World les droits exclusifs d'exploitation de Dota 2 en Chine continentale.

## Jeux développés
- Perfect World - MMORPG 3D - 2006
- Legend of Martial Arts - MMORPG 3D - 2006
- Perfect World II - MMORPG 3D - 2006
- Jade Dynasty - MMORPG 3D - 2007
- Chibi Online - MMORPG 3D - 2008
- Hot Dance Party - MMORPG 3D - 2008
- Pocketpet Journey West - MMORPG 3D - 2008
- Battle of the Immortals - MMORPG 2.5D - 2009
- Fantasy Zhu Xian - MMORPG 2D - 2009
- Dragon Excalibur - MMORPG 2D - 2010
- Forsaken World - MMORPG 3D - 2010
- Empire of the Immortals - MMORPG 2.5D - 2010
- Swordsman Online - MMORPG 3D - 2014
- Dragonborn Knight - MMORPG 3D - 2019

## Jeux édités
- Rusty Hearts
- Torchlight
- Torchlight II
- Remnant: From the Ashes